# Internationella Marx-Engels-stiftelsen
Internationella Marx-Engels-stiftelsen (IMES) är ett internationellt vetenskapligt nätverk som grundades i Amsterdam 1990 på initiativ av International Institute of Social History (IISH). Stiftelsens syfte är att ge ut en historisk-kritisk komplett utgåva av Karl Marx och Friedrich Engels verk (Marx-Engels-Gesamtausgabe - MEGA). Stiftelsen publicerade MEGA-Studien som en tidskrift vilken åtföljde den fullständiga upplagan,  och från 2003 Marx-Engels-Jahrbuch som ett forum för Marx-Engels-forskningen.
Förutom Amsterdaminstitutet deltar även Berlin-Brandenburgs vetenskapsakademi (BBAW), Karl Marx-huset (KMH) vid Friedrich Ebert-stiftelsen i Trier, "Ryska statsarkivet för politik- och samhällshistoria" (RGA) och " Oberoende ryska institutet för forskning kring sociala och nationella problem” (RNI), båda baserade i Moskva. Stiftelsens arbete stöds av ett stort internationellt vetenskapligt råd och team från flera länder.